# Białokrynica (rejon tarnopolski)
Białokrynica (ukr. Білокриниця, Biłokrynycia) – wieś na Ukrainie, w obwodzie tarnopolskim, w rejonie tarnopolskim. W 2001 liczyła 605 mieszkańców.
Nazwa miejscowości wywodzi się od źródła (krynicy) wypłukującego z ziemi białe osady wapienne, z których zbudowane są okoliczne wzgórza. Pierwsza wzmianka o miejscowości pochodzi z 1463 r., kiedy została ona przekazana na własność kościołowi w Podhajcach. Białokrynica kilkukrotnie pojawia się w dokumentach podatkowych XVI i XVII w., jednak tylko w spisach miejscowości poszczególnych powiatów. Z uwagi na brak źródeł trudno jest odtworzyć jej historię w początkowym okresie. Zapewne jej założenie nastąpiło nieco później niż sąsiednich wsi położonych w dolinach rzek Koropiec i Strypa, niemniej jednak Białokrynica założona nad niedużym potokiem, wcinającym się w rozległe przestrzenie stepu między Trembowlą a Podhajcami szybko rozwinęła się tworząc jedno z większych centrów osadniczych w okolicy. Pierwsze zapisy kościelne dające pewien obraz społeczeństwa wsi pochodzą z 1707 r., jednak są w znacznym stopniu niekompletne. Ludność polska nie posiadając swojej świątyni zmuszona była do korzystania z odległego kościoła w Podhajcach lub miejscowej cerkwi pod wezwaniem św. Paraskewy, powstałej w 1723 r. Taka sytuacja trwała aż do końca XIX w., ponieważ budowę kościoła pod wezwaniem św. Apostołów Piotra i Pawła rozpoczęto dopiero w 1898 r., a konsekrowano ją 14 września 1904 r.
W pobliżu Białokrynicy zostały stoczone w drugiej połowie XVII wieku dwie bitwy, w 1667 wojska Rzeczypospolitej pod wodzą hetmana koronnego Jana Sobieskiego starły się z wojskami tatarsko-kozackimi i w 1698 Feliks Potocki stoczył zwycięską bitwę z wojskami tatarskimi. Do 1918 Białokrynica znajdowała się pod zaborem austriackim. W II Rzeczypospolitej miejscowość była siedzibą gminy wiejskiej Białokrynica w powiecie podhajeckim, w województwie tarnopolskim. Według spisu powszechnego w 1921 gmina liczyła 1867 mieszkańców, w tym 1559 Polaków i 308 Ukraińców.
Do 2020 w rejonie podhajeckim.